# Arichanna postflava
Arichanna postflava là một loài bướm đêm trong họ Geometridae.